# Monti Nen'delginskij

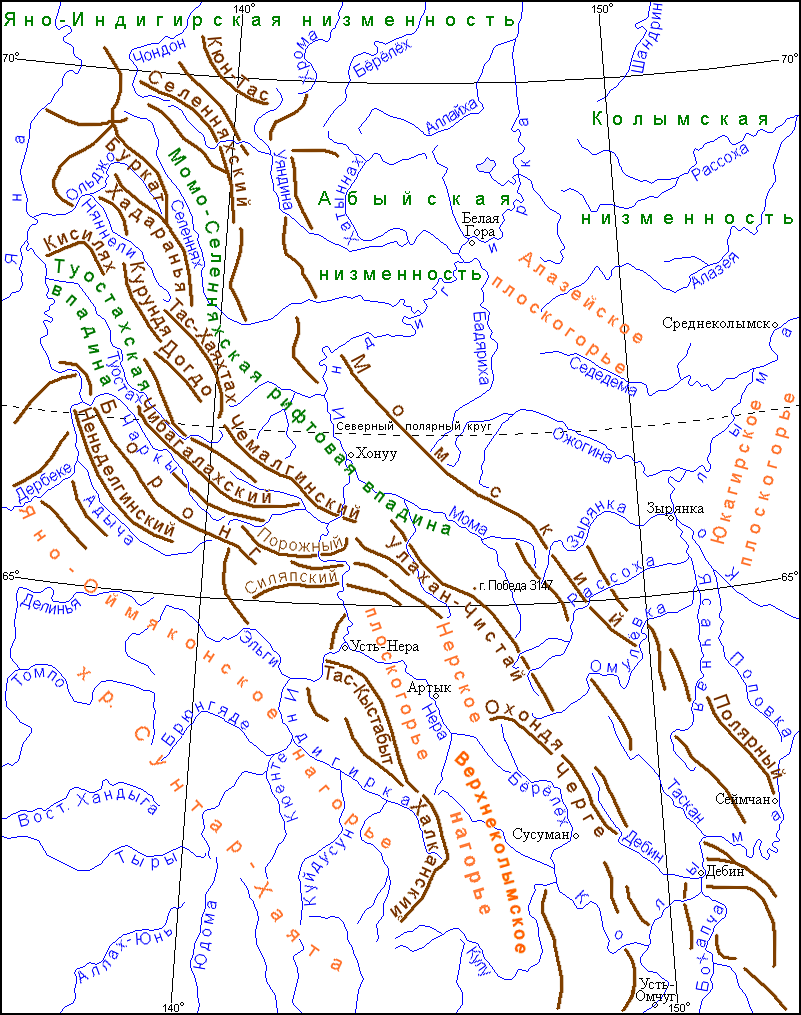

I Monti Nen'delginskij (in russo Неньделгинский?; in lingua sacha: Нэндэльгэ сис) sono una catena montuosa che fa parte del sistema dei Monti Čerskij e si trova nel territorio del distretto Tomponskij della Sacha (Jacuzia), in Russia.

## Descrizione
I Nen'delginskij si estendono in direzione sud-est/nord-ovest per circa 170 km sul versante occidentale del sistema dei Čerskij. Sono delimitati a nord, e lungo tutto il versante ovest, dal fiume Adyča e sono solcati da molti suoi affluenti di destra: il Delakag (lungo 134 km) taglia la catena montuosa in due nella parte centrale. Confinano a est con i monti Borong. L'altezza massima è quella di un picco senza nome alto 1777 m. 
I monti Nen'delginskij segnano il limite nord-orientale dell'altopiano della Jana.